# Babakan Asem (Conggeang)
Babakan Asem is een bestuurslaag in het regentschap Sumedang van de provincie West-Java, Indonesië. Babakan Asem telt 2554 inwoners (volkstelling 2010).